# Pasteur (metrostation Parijs)
Pasteur is een station van de metro in Parijs langs de metrolijnen 6 en 12 in het 15e arrondissement.
Het station is een eerbetoon aan Louis Pasteur (1822-1895), een Frans scheikundige en bioloog, vooral bekend vanwege de naar hem vernoemde pasteurisatietechniek en door zijn ontdekking van het vaccin tegen hondsdolheid.
Aan de muren van de perrons van metrolijn 6 hangen extracten uit de medische deontologische code. De perrons van metrolijn 12 zijn aangekleed met onderzoekswerk van Louis Pasteur zelf. Het algemene thema van dit station is de gezondheid.
Een van de toegangspoorten van het station werd ontworpen door Hector Guimard in art-nouveaustijl.

## Geschiedenis
Het station werd geopend op 24 april 1906 als onderdeel van de toenmalige metrolijn 2 Sud. Vanaf 14 oktober 1907 lag het station langs metrolijn 5. Op 5 november 1910 werd het station van metrolijn 12 geopend.
Op 6 oktober 1942 werd het traject tussen station Place d'Italie en station Charles de Gaulle - Étoile overgeheveld van metrolijn 5 naar metrolijn 6.

## Aansluitingen
- RATP-busnetwerk: vier lijnen
- Noctilien: twee lijnen

## In de omgeving
- Pasteurinstituut

Charles de Gaulle - Étoile · Kléber · Boissière · Trocadéro · Passy · Bir-Hakeim · Dupleix · La Motte-Picquet - Grenelle · Cambronne · Sèvres - Lecourbe · Pasteur · Montparnasse - Bienvenüe · Edgar Quinet · Raspail · Denfert-Rochereau · Saint-Jacques · Glacière · Corvisart · Place d'Italie · Nationale · Chevaleret · Quai de la Gare · Bercy · Dugommier · Daumesnil · Bel-Air · Picpus · Nation
Mairie d'Aubervilliers · Aimé Césaire · Front Populaire · Porte de la Chapelle · Marx Dormoy · Marcadet - Poissonniers · Jules Joffrin · Lamarck - Caulaincourt · Abbesses (metrostation) · Pigalle · Saint-Georges · Notre-Dame-de-Lorette · Trinité - d'Estienne d'Orves · Saint-Lazare · Madeleine · Concorde · Assemblée nationale · Solférino · Rue du Bac · Sèvres - Babylone · Rennes · Notre-Dame-des-Champs · Montparnasse - Bienvenüe · Falguière · Pasteur · Volontaires · Vaugirard · Convention · Porte de Versailles · Corentin Celton · Mairie d'Issy